# Широка река
«Широка река» — популярная песня в жанре поп-фолк, наиболее известная в исполнении народной артистки России Надежды Кадышевой и ансамбля «Золотое кольцо».
Песня написана в начале 2000-х годов основателем и художественным руководителем ансамбля «Золотое кольцо» Александром Костюком и поэтом-песенником Евгением Муравьёвым. Текст песни был подготовлен Муравьёвым всего за 30 минут. Сам автор рассказал об этом в интервью, приведя этот случай в качестве примера неожиданно пришедшего вдохновения. Он написал текст перед встречей с Костюком, поскольку посчитал набор текстов для трёх песен, приготовленный специально для Надежды Кадышевой, недостаточным и решил его дополнить. Музыкальная аранжировка сочетает элементы русской народной традиции с использованием современных электронных инструментов, включая синтезаторы, что отражает творческую концепцию ансамбля по обновлению фольклорного звучания.
Песня впервые вышла на студийном альбоме «Когда-нибудь» (2003), записанном на студии «Союз», а затем вошла в одноимённый альбом «Широка река» (2004). Широкую известность композиция приобрела в 2004 году после исполнения на проекте Первого канала «Фабрика звёзд-4». Кадышева спела её в дуэте с финалистом шоу Антоном Зацепиным. Вскоре после этого песня заняла первое место в хит-параде «Золотой граммофон» на «Русском радио» и часто транслировалась на телеканале «Муз-ТВ».
Текст песни построен на метафоре реки как символа жизни и необратимости судьбы. Героиня повествует о несчастной любви, замужестве без чувств и встрече с истинной, но «окаянной» (грешной) любовью, которая не может быть реализована из-за непреодолимых обстоятельств. Музыка написана в миноре с двухдольным размером, диапазон мелодии чуть превышает октаву, а использование повторяющихся нот усиливает драматизм. Композиция включает три куплета, причём первый и третий идентичны.
Песня «Широка река» использовалась в качестве саундтрека к телесериалам. В 2005 году она прозвучала в сериале «Дети Ванюхина», а в 2008-м — в одноимённом сериале «Широка река». Помимо Зацепина, Кадышева исполняла её в дуэтах с Николаем Басковым, итальянским певцом Аль Бано (в рамках совместного концерта) и актёром Глебом Матвейчуком. В 2020-х годах песня пережила вторую волну популярности, в том числе среди молодёжи. Её фрагменты, особенно фраза «Вот она, любовь окаянная», стали трендом в социальных сетях, использовались в мемах и набрали миллионы просмотров. Это привело к росту числа слушателей ансамбля на стриминговых платформах и увеличению концертной активности певицы.